# Партизанский отряд имени Васила Левского
Партизанский отряд имени Васила Левского (болг. Партизански отряд „Васил Левски“) — подразделение Народно-освободительной повстанческой армии Болгарии, находившееся в ведении 7-й Хасковской повстанческой оперативной зоны. Отряд действовал в районе Ивайловграда и на территории Греции (находился некоторое время в составе 81-го полка ЭЛАС).

## История
Отряд образован в начале июля 1944 года на территории оккупированной Греции, когда 26 болгарских солдат дезертировали из армии и присоединились к 81-му греческому партизанскому полку Народно-освободительной армии Греции. Эти бойцы вошли в состав полка как партизанский отряд имени Васила Левского: позже отряд достиг численности 60 человек. Командиром отряда был Костадин Гемеджиев, комиссаром — Ангел Марин, ротным — Стою Белкин.
5 июля 1944 года отряд заблокировал два пограничных военных поста, 23 августа подорвал железнодорожный мост в районе села Коваджик (в районе нынешнего города Фере). 25 августа вместе с другими частями 81-го греческого партизанского полка он атаковал немецкий гарнизон в городе Софлу. Греческие и болгарские партизаны участвовали в ликвидации греческих коллаборационистов, заняв местечки Лавра, Томакёй, Палё и Казанджидере.
В конце августа отряд имени Левского вышел на территорию Болгарии, перейдя в оперативное подчинение Народно-освободительной повстанческой армии Болгарии и начав снабжать оружием партизанский отряд имени Асена Златарова.
9 сентября 1944 года отряд участвовал в установлении власти Отечественного фронта в Ивайловграде и Крумовграде.